# Arthur Kornberg
Arthur Kornberg (3. marts 1918 – 26. oktober 2007) var en amerikansk biokemiker, der vandt Nobelprisen i fysiologi eller medicin i 1959 for sin opdagelse af "de mekanismer i den biologiske syntese af deoxyribonukleinsyre (DNA)" sammen med Severo Ochoa. Han uddannede sig til læge på University of Rochester i 1941. I 1953 blev han professor på Washington University og i 1959 flyttede han til Stanford University. I 1956 isolerede han for første gang et DNA polymeriserende enzym, i dag kendt som DNA polymerase I.